# Владимир Владимиров Вазов
Вижте пояснителната страница за други личности с името Вазов.
Владимир Владимиров Ва̀зов е български офицер (поручик). Той е най-малкият син на генерал-лейтенант Владимир Вазов.

## Биография
Завършва американския колеж, а през 1940 г. и Военното училище. Участва във Втората световна война. При провеждането на Страцинско-Кумановската операция, Вазов е ранен тежко. Награден е с Орден за храброст. След войната временно е командирован като офицер за връзка и преводач от английски към Съюзната контролна комисия. През 1947 година е принуден да премине в запаса от комунистическите власти.
На 27 февруари 1948 година Владимир Вазов е осъден от т.нар. Народен съд на 10 години строг тъмничен затвор. На 13 декември 1950 година, след писмо на майка му до Вълко Червенков, той е помилван. В отговора си Червенков подчертава, че в затвора поручик Вазов „не е проявил никакви признаци на поправяне“. До края на живота си Владимир Вазов работи като тенекеджия.

## Военни звания
- подпоручик от 16 юни 1940 г.
- поручик от 16 юни 1943 г.

## Военна служба
- 4-ти пехотен полк – 1940 г.
- 6-и пехотен полк – 1943 г.
- Военното училище – 1946 г.
- 1-ви пехотен полк – 1946 г.
- към отдел VI на Щаба на войската – 1946 г.
- 1-ви пехотен полк – 1947 г.
- уволнен от служба – 1947 г.

## Военни отличия
Владимир Владимиров Вазов е отличен с (кавалер на орден „За храброст“) от боя за хребета Стражин при Страцинско-Кумановска операция